# Харагинское
Харагинское — озеро на северо-востоке Тихвинского района Ленинградской области, к югу от Капшозера. Входит в территорию природного парка Вепсский лес.
Площадь озера составляет 1,4 км², площадь водосбора — 39,6 км². Длина озера 3,1 км, максимальная ширина в центральной части — 0,9 км. Высота над уровнем моря — 189 м.
Водоём имеет вытянутую форму с расширением в средней части. Берега озера относительно низкие, поросшие елью и берёзой. На северо-западном берегу — деревня Харагеничи, от которой экологическая тропа «Харагинская» ведёт к небольшой старинной Успенской часовни, расположенной на противоположном конце озера. В Харагеничах на озере находится форелевое хозяйство. В Харагинское на юге впадает река Карповка и Ахтручей. На северо-западе вытекает река Сарка, приток Капши, относящаяся к бассейну Ладожского озера.

## Этимология
Название озера восходит к вепсскому слову harag — сорока.